# Östra Björnen
Östra Björnen är klippor i Finland.   De ligger i landskapet Österbotten, i den sydvästra delen av landet, 300 km nordväst om huvudstaden Helsingfors.
Terrängen runt Östra Björnen är mycket platt. Havet är nära Östra Björnen åt sydväst.  Närmaste större samhälle är Kristinestad, 4,9 km öster om Östra Björnen. 